# Sundae (The Bear)
"Sundae" es el tercer episodio de la segunda temporada de la comedia dramática televisiva estadounidense The Bear. Es el undécimo episodio general de la serie y fue escrito por Karen Joseph Adcock y Catherine Schetina, y dirigido por la productora ejecutiva Joanna Calo. Fue lanzado en Hulu el 22 de junio de 2023, junto con el resto de la temporada.
La serie sigue a Carmen "Carmy" Berzatto, un galardonado chef de cocina de la ciudad de Nueva York, que regresa a su ciudad natal de Chicago para dirigir la fallida tienda de sándwiches de carne italiana de su difunto hermano Michael. En este episodio, Sydney visita diferentes restaurantes para probar platos, mientras Carmy comienza a pasar tiempo con Claire. 
El episodio recibió elogios de la crítica y Ayo Edebiri recibió elogios por su actuación. 

## Trama
En una reunión de Al-Anon, Carmy (Jeremy Allen White) habla sobre sus planes para el restaurante. No tiene la intención de encontrar tiempo para divertirse o divertirse, ya que se siente estresado. Más tarde, Claire (Molly Gordon), quien obtuvo su número real de Fak, lo llama. Pide ayuda para trasladar las cosas de su madre y Carmy acepta.
Como necesitan salir de su rutina y probar comida de otros restaurantes para su menú, Carmy y Sydney (Ayo Edebiri) hacen planes para visitar restaurantes por toda la ciudad. Sin embargo, Carmy no puede acompañar a Sydney debido a que ayuda a Claire, por lo que Sydney se ve obligada a hacer el viaje sola. También intercambia algunas conversaciones con algunos de sus colegas en los restaurantes, y uno de ellos comenta que necesita un socio con quien trabajar. Aunque está agotada, finalmente se le ocurre un plato de pasta entre todos los diferentes platos que probó durante el día. 
Regresa a The Bear y encuentra a Carmy ya allí. Ella descubre que Carmy y el personal quitaron una pared debido a problemas de espacio, lo que la molesta porque ella no estuvo involucrada en la decisión. Con la ayuda de un colega, Sydney cocina el plato de pasta en un restaurante, pero su sabor le disgusta.

## Producción

### Desarrollo
En mayo de 2023, Hulu confirmó que el tercer episodio de la temporada se titularía "Sundae" y sería escrito por Karen Joseph Adcock y Catherine Schetina, y dirigido por la productora ejecutiva Joanna Calo.  Fue el segundo crédito de escritura de Adcock, el segundo crédito de escritura de Schetina y el cuarto crédito de dirección de Calo. 

### Música
El episodio incluyó en su banda sonora las canciones "Goodbye Girl" de Squeeze, "Secret Teardrops" de Martin Rev, "Twenty-Five Miles" de Edwin Starr, "Future Perfect" de The Durutti Column, "Make You Happy" de Tommy McGee, y "I Like the Things About Me" de Mavis Staples.

## Lanzamiento
El episodio, junto con el resto de la temporada, se estrenó el 22 de junio de 2023.

## Reseñas críticas

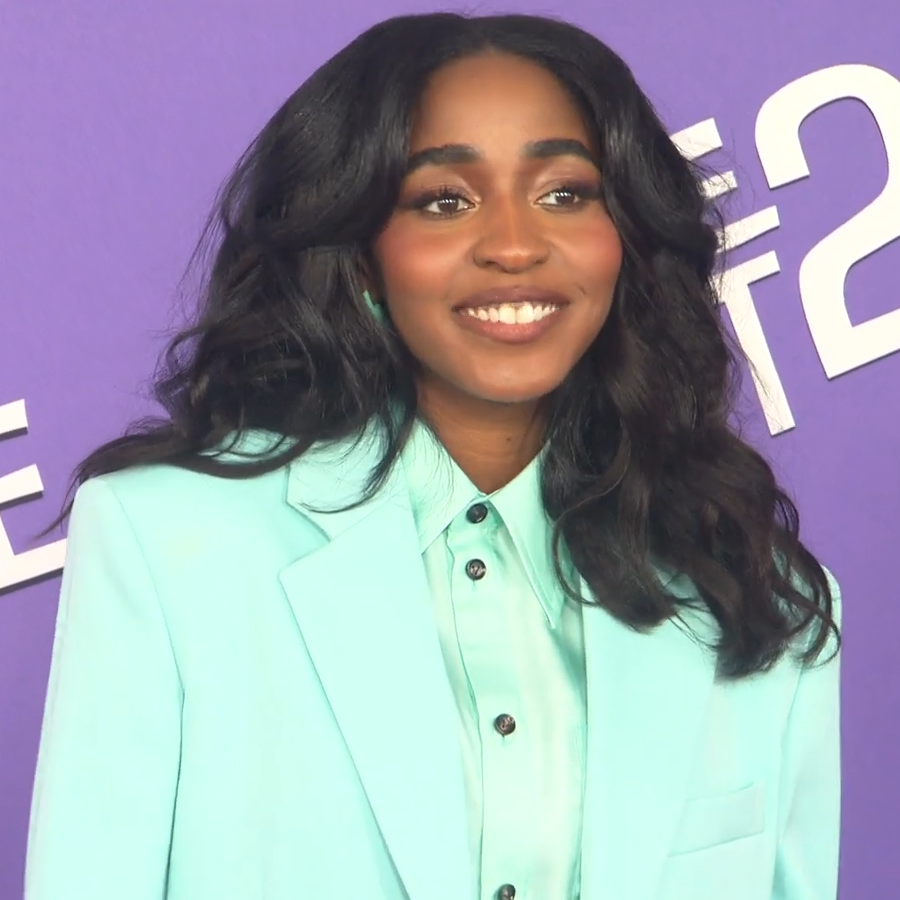
La actriz y comediante estadounidense Ayo Edebiri durante el estreno mundial de Inside Out 2

"Sundae" recibió elogios de la crítica. Marah Eakin de Vulture le dio al episodio una calificación perfecta de 5 estrellas sobre 5 y escribió: "¿Algún programa de ficción ha hecho que la escena gastronómica de su ciudad se vea mejor que en The Bear ? Por supuesto, eso no es difícil para Chicago, que no tiene solo algunos de la mejor gastronomía de todo el país, pero también algunos de los mejores platos callejeros, clásicos de mostrador y comida cotidiana. Eso queda bastante claro en “Sundae”, que no es solo un gran episodio de televisión sino también un escaparate de algunos de los mejores restaurantes más sencillos y deliciosos de la ciudad".
AJ Daulerio de Decider escribió: "Está a punto de servir su comida en el plato, haciendo girar la salpicadura verde con la que soñó despierta antes. Le da un mordisco. BLECH. Se enfrenta a un verdadero dilema y se pregunta si está destinada a una vida de hacer señales a los aviones".  Arnav Srivastava de The Review Geek le dio al episodio una calificación de 4 estrellas sobre 5 y escribió: "El mundo desde los ojos de Sydney parece muy diferente. El episodio 3 de la nueva temporada de The Bear experimenta con la narración con un nuevo giro".  Karl R De Mesa de Show Snob escribió: "Este es absolutamente un gran episodio para el desarrollo del personaje de Sydney, permitiendo que el espectador la conozca en diferentes situaciones y luces, especialmente la forma en que necesita controlar los eventos que generalmente giran en espiral fuera de control. Es una gran respuesta de miedo y ella la adopta inconscientemente". 
Rafa Boladeras de MovieWeb nombró el episodio como el quinto mejor de la temporada y escribió: "Este es un gran episodio de Ayo Edeberi; uno que intenta ilustrar cómo funciona la creatividad, al mismo tiempo que planta una semilla de desconfianza entre ella y Carmy, como la mayoría de los increíbles cocineros que visita le advierten sobre lo que algunos malos socios pueden hacerle a su carrera y a su restaurante".  Jasmine Blu de TV Fanatic nombró el episodio como el quinto mejor de la temporada y escribió: "Fue una de las entregas más fuertes de Ayo Edebiri y nos dio más información sobre Sydney y cómo otros en el mundo culinario la perciben fuera de The Bear de este delicioso recorrido gastronómico por todo Chicago". 

### Reconocimientos
TVLine nombró a Ayo Edebiri como la "Artista de la semana" durante la semana del 24 de junio de 2023, por su actuación en el episodio. El sitio escribió: "En el drama de cocina de Hulu, Sydney, la sous chef de Edebiri, normalmente actúa como una leal teniente del jefe de cocina Carmy. Pero la temporada 2 se tomó el tiempo para profundizar en el rico elenco secundario del programa, y Edebiri obtuvo una muestra suntuosa de ella. propio en el episodio 3 mientras Sydney deambulaba por las calles de Chicago en busca de inspiración culinaria".